# Stolpe an der Peene
Stolpe an der Peene es un municipio situado en el distrito de Pomerania Occidental-Greifswald, en el estado federado de Mecklemburgo-Pomerania Occidental (Alemania), a una altura de 3 metros. Su población a finales de 2016 era de 300 habs. y su densidad poblacional, 17 hab/km².
Se encuentra ubicado a orillas del río Peene, que le da nombre.